# Светелка
Светелка (словен. Svetelka) — поселення в общині Шентюр, Савинський регіон, Словенія. 
Висота над рівнем моря: 338,7 м.